# Jankovice, Pardubice
Jankovice là một làng thuộc huyện Pardubice, vùng Pardubický, Cộng hòa Séc.